# Institut Ibéro-américain

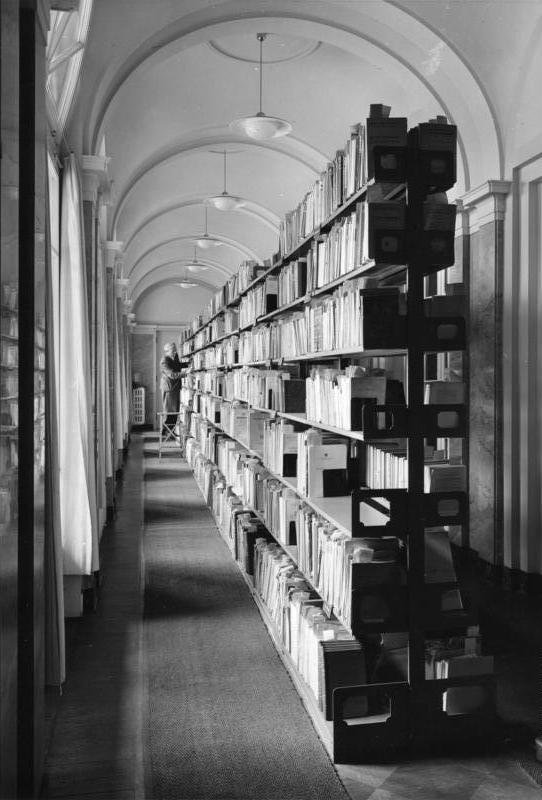
Bibliothèque ibéro-américaine (Ibero-Amerikanische Bibliothek), 1958.

L’Institut ibéro-américain du patrimoine culturel prussien (allemand: Ibero-Amerikanische Institut Preußischer Kulturbesitz, IAI) est un centre d’enquête scientifique et d'échanges culturels à Berlin, en Allemagne. Son objectif est l’étude interdisciplinaire de la région géographique : l'Amérique latine, l'Espagne, le Portugal et les Caraïbes. Il est considéré comme la plus grande institution consacrée à l’investigation sur l’Amérique latine hors du territoire latino-américain.

## Directeurs
- Otto Boelitz 1930 - 1934
- Wilhelm Faupel 1934 - 1936
- Albrecht Reinecke 1936 - 1938
- Wilhelm Faupel 1938 - 1945
- Hermann Hagen 1947 - 1957
- Hans-Joachim Bock 1957 - 1974
- Wilhelm Stegmann 1975 - 1986
- Dietrich Briesemeister 1987 - 1999
- Günther Maihold 1999 - 2004
- Barbara Göbel depuis 2005